# Кана Галилејска
Кана Галилејска је место у Галилеји у коме је живео Свети Апостол Вартоломеј и где се по новозаветном Јеванђељу по Јовану (2.1-11) одржала свадба на којој је Исус Христос учинио чудо претварања воде у вино.
Кана се налаза на месту где се данас налази градић Кафр Кана са око 20 000 становника, 7-8 километара, североисточно од Назарета, 
По Јовановом Јеванђељу (Јн. 2: 1-11) Исуса Христоса, Богородицу и остале многобројне званице позвао је Св. Апостол Вартоломеј у свој дом, у Кану Галилејску, на венчање свога пријатеља. Током свадбе је нестало вина и званице и апостол Вартоломеј су били забринути. Богородица је предложила да умоле њеног Сина да интервенише. Исус се опирао, говорећи да Његово време још није дошло али из љубави према апостолу Вартоломеју и својој мајци наредио је да се у празне ћупове улије вода, која се након његове молтиве претворила у вино.
Кафр Кана је данас значајна туристичка логација где годишње пристигне око 250 000 туриста. У центру градића налазе се две цркве, једна до друге, и обе сведоче да је на том месту била свадба у Кани и кућа светог Апостола Вартоломеја. 